# خالد باطرفی
خالد سعید باطرفی (۱۹۷۸ تا ۱۹۸۰ - مارس ۲۰۲۴) رهبر گروه نظامی القاعده در شبه‌جزیره عربستان بود.
القاعده در ۱۰ مارس ۲۰۲۴ مرگ بطرفی را اعلام کرد و سعد بن عاطف العولقی را جانشین وی اعلام کرد. علت مرگ باطرفی اعلام نشد.

## بازداشت
خالد باطرفی در ۱۷ مارس ۲۰۱۱ توسط نیرو های امنیتی در استان تعز دستگیر شد و حدود چهار سال در زندان ماند و سپس به همراه چند تن از سربازان خود از زندان فرار کرد.
سازمان ملل در ۴ فوریه ۲۰۲۱ در نیویورکاعلام کرد که خالد باطرفی در ماه اکتبر ۲۰۲۰ طی عملیات مسلحانه در استان مهره، یمن دستگیر شد.با این حال، باطرفی بعدا ظاهر شد. در ویدئویی درباره شورش 6 ژانویه 2021 در ساختمان کنگره ایالات متحده بحث می کند . 
برنامه جوایز عدالت ایالات متحده تا سقف 5 میلیون دلار در ازای اطلاعاتی که منجر به دستگیری باطرفی شود، ارائه می دهد. 